# یوکیسکوو
یوکیسکوو (به لاتین: Ucisków) یک روستا در لهستان است که در گمینا نوو کورچن واقع شده است.

## خصوصیات
یوکیسکوو ۱۰۸ نفر جمعیت دارد.